# Königspitze
Königspitze (tiếng Ý: Gran Zebrù; tiếng Đức: Königspitze) là một ngọn núi ở dãy núi Ortles-Cevedale (Ortler Alps) trên biên giới giữa Nam Tyrol và tỉnh Sondrio, Ý. Đây là đỉnh cao thứ hai trong Ortler Alps, tại 3.859 mét, sau Ortler.
Lần đầu tiên có người leo lên ngọn núi này vào ngày 3 tháng 8 năm 1864. Ngọn núi có thể nguy hiểm trong thời tiết ấm áp, khi tuyết và băng có thể trở nên không ổn định. Sự kiện leo núi tử vong tời tệ nhất xảy ra vào ngày 5 tháng 8 năm 1997, khi bảy người thiệt mạng trong hai vụ tai nạn riêng biệt. Vào ngày 23 tháng 6 năm 2013, sáu người bị thiệt mạng, cũng trong hai vụ tai nạn riêng biệt.